# Igor Figueiredo
Igor Almeida Figueiredo (* 11. Oktober 1977 in Rio de Janeiro) ist ein brasilianischer Snookerspieler. Der Amateurvizeweltmeister von 2009 spielte mit Unterbrechungen von 2010 bis 2022 auf der Profitour und wurde 2019 Panamerikameister.

## Leben
Igor Figueiredo wurde 1977 in Rio de Janeiro geboren, wo er auch aufwuchs. Ab 2010 lebte er im englischen Gloucester. Nachdem er zwischenzeitlich wieder in seine Heimatstadt gezogen war, zog er 2019 ins englische Darlington, kehrte aber während der COVID-19-Pandemie im Laufe des Jahres 2021 wieder nach Brasilien zurück. Er ist Vater dreier Kinder, die bei ihrer Mutter in Rio de Janeiro aufwachsen.

## Karriere

### 1982–2010: Anfänge als Amateur
Igor Figueiredo begann im Alter von etwa fünf Jahren mit dem Snookerspielen. Dazu gebracht hatte ihn sein Vater, der Hobbysnookerspieler ist. Mit dreizehn Jahren gelangte er bei der brasilianischen Meisterschaft auf den dritten Platz. Später gewann er zweimal die nationale Meisterschaft.
International trat er 2009 erstmals in Erscheinung, als er am EBSA International Play-Off teilnahm und das Viertelfinale erreichte, in dem er dem Belgier Yvan Van Velthoven knapp unterlag. Bis zu diesem Zeitpunkt hatte er noch nie auf einem Full-Size-Snookertisch gespielt, sondern lediglich auf den in Südamerika verbreiteten 10-Fuß-Tischen.
Im August 2009 besiegte er beim Paul Hunter Classic 2009 unter anderem Tom Ford und erreichte die Runde der letzten 32, in der er sich dem Engländer Mark Selby mit 0:3 geschlagen geben musste. Im November zog er bei der Amateurweltmeisterschaft unter anderem durch Siege gegen Andreas Ploner, Patrick Einsle, Yasin Merchant und Yu Delu ins Finale ein, in dem er dem Engländer Alfie Burden mit 8:10 unterlag. Durch die Finalniederlage verpasste er knapp die Qualifikation für die Profitour. Wenig später kam er bei der 6-Red World Championship in die Runde der letzten 32. Daneben nahm er in der Saison 2009/10 an der Pontin’s International Open Series (PIOS) teil, gewann bei allen Turnieren mindestens ein Spiel und erreichte beim Abschlussturnier der Serie im Mai 2010 das Viertelfinale. Im Sommer 2010 erhielt er vom Weltverband WPBSA eine Wildcard für die Profitour.

### 2010–2012: Erste Jahre auf der Profitour
In seiner ersten Profisaison erzielte Figueiredo auf der Players Tour Championship mehrere gute Ergebnisse und gewann bei den meisten Turnieren mindestens ein Spiel. So erreichte er beim ersten Event durch Siege gegen Lee Farebrother und Jimmy Michie die Runde der letzten 32, in der er gegen Matthew Stevens verlor, und beim dritten Event besiegte er unter anderem Joe Delaney und Patrick Einsle, bevor er im Achtelfinale dem Engländer Barry Hawkins mit 3:4 unterlag.
Bei den vollwertigen Ranglistenturnieren scheiterte er stets in der Qualifikation. Während er bei den ersten beiden Ranglistenturnieren (Shanghai Masters 2010, World Open 2010) jeweils zwei Spiele gewonnen hatte, blieb er bis zum Saisonende bei vollwertigen Ranglistenturnieren sieglos und in der WM-Qualifikation 2011 verlor er mit 5:10 gegen Joe Delaney. Während er in den ersten Monaten der Spielzeit in der Weltrangliste bis auf den 67. Rang gekommen war, belegte er am Saisonende den 80. Platz und sicherte sich über die PTC-Order-of-Merit knapp den Verbleib auf der Profitour.
In der Saison 2011/12 nahm Figueiredo aufgrund finanzieller Probleme nur an zwei Turnieren teil. Im September 2011 erreichte er beim Einladungsturnier Brazil Masters durch einen Sieg gegen Jamie Cope das Viertelfinale, in dem er dem Schotten Graeme Dott mit 2:4 unterlag. In der Qualifikation zur WM 2012 besiegte er Jamie O’Neill, Andrew Norman und Liu Song, bevor er in der vorletzten Qualifikationsrunde mit 7:10 gegen Joe Jogia verlor. Am Saisonende belegte er in der Weltrangliste den 98. Platz und verlor somit seinen Profistatus.

### 2013–2015: Rückkehr auf die Main Tour
Nachdem er ein Jahr lang an keinem größeren Turnier teilgenommen hatte, wurde Figueiredo im Juni 2013 vom amerikanischen Kontinentalverband für die Main Tour nominiert und erhielt eine Zwei-Jahres-Tourkarte, nachdem er ein Qualifikationsturnier des Verbands gewonnen hatte.
Da er erneut keine regelmäßigen Teilnahmen finanzieren konnte, trat Figueiredo auch in der Saison 2013/14 lediglich bei zwei Turnieren an. Im Juli 2013 erreichte er beim Snookerwettbewerb der World Games im kolumbianischen Cali durch Siege gegen Alex Borg und Lü Haotian das Halbfinale, in dem er dem Chinesen Liang Wenbo mit 0:3 unterlag. Anschließend verpasste er durch eine 2:3-Niederlage im Spiel um Platz drei gegen Dechawat Poomjaeng knapp die Bronzemedaille. Bei der Qualifikation zur WM 2014 besiegte er Adam Duffy und Gerard Greene und schied in der dritten Runde gegen Martin Gould aus.
In der folgenden Spielzeit nahm Figueiredo an sieben Turnieren teil. Bei der UK Championship 2014 erreichte er durch einen Sieg gegen den Top-32-Spieler Fergal O’Brien die Runde der letzten 64, in der er dem Schotten Anthony McGill mit 4:6 unterlag. Im Dezember 2014 gewann er in der Qualifikation zum German Masters 2015 gegen Kurt Maflin und schied in der zweiten Qualifikationsrunde gegen Stuart Bingham aus. Anfang 2015 hingegen gewann Figueiredo bei vier Turnieren insgesamt nur ein Spiel und kam lediglich bei den Gdynia Open 2015 in die Runde der letzten 64. Bei der WM-Qualifikation besiegte er Nigel Bond und Rod Lawler und musste sich in der entscheidenden Qualifikationsrunde dem Finnen Robin Hull mit 4:10 geschlagen geben. In der Weltrangliste verbesserte er sich zum Saisonende zwar auf den 84. Platz, verpasste damit aber den Verbleib auf der Profitour.

### 2015–2017: Dritter Anlauf bei den Profis
Im Juli 2015 gab der Weltverband WPBSA bekannt, dass Figueiredo aufgrund der Absage des Amateurweltmeisters Yan Bingtao als Wildcard erneut eine zweijährige Startberechtigung für die Main Tour erhält.
In der Saison 2015/16 nahm Figueiredo jedoch nur an zwei Turnieren teil. Bereits im Juni 2015 bildete er beim World Cup gemeinsam mit Itaro Santos das brasilianische Team, das in der Vorrunde überraschend die Schotten John Higgins und Stephen Maguire besiegte, aber dennoch als Gruppenvierter ausschied. In der WM-Qualifikation 2017 musste Figueiredo eine Auftaktniederlage gegen Matthew Selt hinnehmen und in der Weltrangliste belegte er am Saisonende den letzten Platz.
In der folgenden Spielzeit trat Figueiredo bei neun Turnieren an. Während er bis zum Jahresende 2017 zwei Auftaktniederlagen hinnehmen musste und lediglich bei den Scottish Open und in der Qualifikation zum German Masters 2017 ein Spiel gewonnen hatte, erzielte er im Februar 2017 bei den Welsh Open sein bis dahin bestes Ergebnis bei einem Weltranglistenturnier, als er durch Siege gegen Alfie Burden, Anthony McGill und Dominic Dale ins Achtelfinale einzog, in dem er dem Engländer Stuart Carrington mit 1:4 unterlag. Einen Monat später gelangte er auch bei den Gibraltar Open in die Runde der letzten 16, in der er sich dem Engländer Nigel Bond mit 2:4 geschlagen geben musste. Daneben musste er 2017 drei Erstrundenniederlagen hinnehmen, unter anderem bei der WM-Qualifikation gegen John Astley (7:10). In der Weltrangliste kam er am Saisonende auf den 111. Platz und verlor somit seinen Profistatus.

### 2017–2019: Panamerikameister
Nach dem Verlust seines Profiplatzes nahm Figueiredo als Amateur an mehreren internationalen Turnieren teil. Im November 2017 erreichte er bei der Amateurweltmeisterschaft die Runde der letzten 64, in der er dem Österreicher Andreas Ploner mit 3:4 unterlag. Anfang 2018 zog er bei der WSF Seniors Championship unter anderem durch Siege gegen Jason Peplow und Michael Judge ins Finale ein, in dem er den Waliser Darren Morgan mit 5:3 besiegte. Wenige Tage später erreichte er bei der offenen WSF Championship das Viertelfinale und verlor gegen Adam Stefanów. Im April 2018 war Figueiredo einer von 15 Amateuren, die an der Qualifikation zur Profiweltmeisterschaft teilnehmen durfte. Er musste dort jedoch eine 2:10-Auftaktniederlage gegen Ryan Day hinnehmen.
Im Februar 2019 besiegte Figueiredo bei der Panamerikameisterschaft unter anderem Saif Ibrahim, Ahmed Aly Elsayed und Mark White und zog ins Finale ein, in dem er durch einen 6:1-Sieg gegen den Amerikaner Renat Denkha Panamerikameister wurde und sich damit für die beiden folgenden Spielzeiten der Profitour qualifizierte. Zwei Monate später musste er in der Qualifikation zur Profi-WM eine 4:10-Auftaktniederlage gegen Mark King hinnehmen.

### 2019–2024: Erneute Rückkehr auf die Profitour
In seine insgesamt siebte Profisaison startete Figueiredo mit zwei Erstrundenniederlagen. Sein erster Sieg gelang ihm in der Qualifikation zu den World Open, als er sich gegen Yuan Sijun mit 5:3 durchsetzte und die Hauptrunde erreichte, in der er dem Engländer Ali Carter mit 1:5 unterlag. Nach vier weiteren Auftaktniederlagen gewann er im Dezember 2019 bei der Qualifikation zum German Masters 2020 gegen Lukas Kleckers (5:4), bevor er in der zweiten Qualifikationsrunde gegen den Australier Neil Robertson verlor.
Anfang 2020 zog Figueiredo bei den Welsh Open durch Siege gegen Hossein Vafaei und Mark Davis in die Runde der letzten 32 ein, in der er sich dem Weltmeister Judd Trump mit 1:4 geschlagen geben musste. Nachdem er beim Snooker Shoot-Out und bei den Gibraltar Open jeweils ein Spiel gewonnen hatte, folgte bei der WM-Qualifikation eine 5:6-Auftaktniederlage gegen Ian Preece. In der Weltrangliste beendete er die Saison auf dem 108. Platz.
In der Saison 2020/21 erzielte Figueiredo im Oktober 2020 bei der Championship League gegen Simon Lichtenberg seinen ersten Sieg, verpasste als Gruppenzweiter hinter Martin Gould jedoch den Einzug in die zweite Runde. Bis zum Jahresende gewann er bei zwei weiteren Turnieren mindestens ein Spiel; bei den Northern Ireland Open erreichte er unter anderem durch Siege gegen Graeme Dott und Zhao Jianbo das Achtelfinale, in dem er dem Norweger Kurt Maflin unterlag, und bei der UK Championship gelangte er in die zweite Runde.
Nachdem Figueiredo Anfang 2021 bei den Welsh Open und bei den Gibraltar Open sieglos geblieben war, gewann er bei der WST Pro Series vier seiner sieben Spiele und schied als Gruppenvierter aus. Bei der WM-Qualifikation besiegte Figueiredo Farakh Ajaib (6:0), Robbie Williams (6:5) und Thepchaiya Un-Nooh (6:5) und verpasste durch eine 7:10-Niederlage gegen Mark Joyce nur knapp den Einzug ins Crucible Theatre. Am Saisonende belegte er in der Weltrangliste den 75. Platz und sicherte sich über die Ein-Jahres-Rangliste den Verbleib auf der Tour.
Im Mai 2021 erreichte Figueiredo bei der World Seniors Championship durch Siege gegen John Parrott und Stephen Hendry das Halbfinale, in dem er mit 1:4 gegen Jimmy White verlor. Wenig später nahm er an zwei Qualifikationsturnieren für die World Seniors UK Championship teil und verpasste die Endrunde.
In der Saison 2021/22 blieb Figueiredo bei den ersten drei Turnieren sieglos. Nachdem er zu seiner Familie nach Brasilien gereist war, musste er im September 2021 aufgrund von Reisebeschränkungen im Zusammenhang mit der COVID-19-Pandemie mehrere Turnierteilnahmen absagen. Als Mitte 2022 seine Mitgliedschaft in der World Professional Billiards & Snooker Association (WPBSA) auslief, verlängerte der Brasilianer diese nicht mehr. Da eine Mitgliedschaft in der WPBSA für den Profistatus erforderlich ist, bedeutete das, dass Figueiredo im August 2022 seine Main-Tour-Berechtigung wieder verlor.
Im Mai 2024 siegte Figueiredo bei der World Seniors Championship durch ein 5:2 gegen Ken Doherty, nachdem er zuvor Tessa Davidson, Jimmy White und Tony Drago geschlagen hatte.

### Poolbillard
Figueiredo spielt gelegentlich auch Poolbillard. So qualifizierte er sich für die 10-Ball-Weltmeisterschaft 2008, schied jedoch sieglos in der Vorrunde aus.

## Erfolge
| Ergebnis | Jahr | Turnier                    | Finalgegner   | Endstand |
| -------- | ---- | -------------------------- | ------------- | -------- |
| Finalist | 2009 | Amateurweltmeisterschaft   | Alfie Burden  | 8:10     |
| Sieger   | 2018 | WSF Seniors Championship   | Darren Morgan | 5:3      |
| Sieger   | 2019 | Panamerikameisterschaft    | Renat Denkha  | 6:1      |
| Sieger   | 2024 | World Seniors Championship | Ken Doherty   | 5:2      |

## Saisonübersicht
| Weltrangliste WRL | AP EP |

| – ET |
| – ET |

| R1   |
| – ET |

| R1 |
|    |

| Legende | Legende                               |
| ------- | ------------------------------------- |
| S       | Sieger                                |
| F       | Finalist                              |
| HF      | Halbfinalist                          |
| VF      | Viertelfinalist                       |
| AF      | Achtelfinalist                        |
| LX      | Niederlage in der Runde der letzten X |
| RX      | Niederlage in Runde X                 |
| WR      | Niederlage in der Wildcardrunde       |
| QR      | Niederlage in der Qualifikation       |
| NQ      | Nicht qualifiziert                    |
| –       | nicht teilgenommen                    |
| –       | keine Weltranglistenplatzierung       |
| n. a.   | nicht ausgetragen                     |
| k. R.   | keine Rangliste                       |
| TS / TN | Turniersiege / Teilnahmen             |
| AP      | Ranglistenposition am Saisonbeginn    |
| EP      | Ranglistenposition am Saisonende      |